# کریگ (کلرادو)
کریگ (به انگلیسی: Craig) شهری در ایالت کلرادو کشور ایالات متحده آمریکا است که جمعیت ان در سرشماری سال ۲۰۱۰ میلادی، ۹٬۴۶۴ نفر بوده‌است.